# Lijst van voetbalinterlands België - Faeröer
Deze lijst van voetbalinterlands is een overzicht van alle officiële voetbalwedstrijden tussen de nationale teams van België en de Faeröer. De landen speelden tot op heden twee keer tegen elkaar. De eerste ontmoeting, een kwalificatiewedstrijd voor het Wereldkampioenschap voetbal 1994, werd gespeeld in Toftir op 3 juni 1992. Het laatste duel, de returnwedstrijd in dezelfde kwalificatiereeks, vond plaats op 22 mei 1993 in Brussel.

## Wedstrijden
| № | Plaats  | Datum       | Competitie           | Wedstrijd        | Uitslag |
| - | ------- | ----------- | -------------------- | ---------------- | ------- |
| 1 | Toftir  | 3 juni 1992 | WK 1994 kwalificatie | Faeröer – België | 0 – 3   |
| 2 | Brussel | 22 mei 1993 | WK 1994 kwalificatie | België – Faeröer | 3 – 0   |

## Samenvatting
| Competitie      | Totaal gespeeld | Winst België | Gelijk | Winst Faeröer | Doelsaldo België – Faeröer |
| --------------- | --------------- | ------------ | ------ | ------------- | -------------------------- |
| WK-kwalificatie | 2               | 2            | 0      | 0             | 6 − 0                      |
| Totaal          | 2               | 2            | 0      | 0             | 6 − 0                      |

Wedstrijden bepaald door strafschoppen worden, in lijn met de FIFA, als een gelijkspel gerekend.

## Details

### Eerste ontmoeting
| WK 1994 kwalificatie (Toftir, Faeröer, 3 juni 1992): |       |                                                       |
| Faeröer                                              | 0 – 3 | België                                                |
|                                                      | goals | 29' Philippe Albert 65' Marc Wilmots 71' Marc Wilmots |

### Tweede ontmoeting
| WK 1994 kwalificatie (Brussel, België, 22 mei 1993):    |       |         |
| België                                                  | 3 – 0 | Faeröer |
| Marc Wilmots 32' Enzo Scifo 50' (pen.) Marc Wilmots 76' | goals |         |